# TP d'Or 1991
Els premis TP d'Or 1991 foren entregats el 16 de març de 1992 en un acte celebrat al Palau de Congressos de Madrid presentat per Carlos Herrera Crusset i Maribel Verdú transmès per Canal +.
| Categoria                       | Programa                                         | Persona                  | Resultat   |
| ------------------------------- | ------------------------------------------------ | ------------------------ | ---------- |
| Actor                           | Taller mecánico                                  | Antonio Ozores           | Guanyador  |
| Actor                           | Réquiem por Granada                              | Manuel Bandera           | Nominat    |
| Actor                           | Farmacia de guardia                              | Carlos Larrañaga         | Nominat    |
| Actriu                          | Farmacia de guardia                              | Concha Cuetos            | Guanyadora |
| Actriu                          | Los jinetes del alba                             | Victoria Abril           | Nominada   |
| Actriu                          | Topacio                                          | Grecia Colmenares        | Nominada   |
| Presentador                     | VIP Noche i VIP Guay                             | Emilio Aragón Álvarez    | Guanyador  |
| Presentador                     | El tiempo es oro                                 | Constantino Romero       | Nominat    |
| Presentador                     | Hablando se entiende la basca i La quinta marcha | Jesús Vázquez Martínez   | Nominat    |
| Presentadora                    | De tú a tú                                       | Nieves Herrero           | Guanyadora |
| Presentadora                    | La Ronda                                         | Julia Otero              | Nominada   |
| Presentadora                    | El gordo                                         | Irma Soriano             | Nominada   |
| Sèrie Nacional                  | Farmacia de guardia                              | Farmacia de guardia      | Guanyadora |
| Sèrie Nacional                  | Las chicas de hoy en día                         | Las chicas de hoy en día | Nominada   |
| Serie Estrangera                | Beverly Hills, 90210                             | Beverly Hills, 90210     | Guanyadora |
| Informatiu diari i d'actualitat | Informe semanal                                  | Informe semanal          | Guanyador  |
| Musical i varietats             | VIP Noche                                        | VIP Noche                | Guanyador  |
| Concurs                         | El tiempo es oro                                 | El tiempo es oro         | Guanyador  |
| Programa infantil               | Club Disney                                      | Club Disney              | Guanyador  |
| Premi Especial a tota una vida  | Joaquín Prat                                     | Joaquín Prat             |            |